# District de Qinghemen
Le district de Qinghemen (清河门区 ; pinyin : Qīnghémén Qū) est une subdivision administrative de la province du Liaoning en Chine. Il est placé sous la juridiction de la ville-préfecture de Fuxin.